# Davao Oriental
Koordinaten: 7° 12′ N, 126° 27′ O

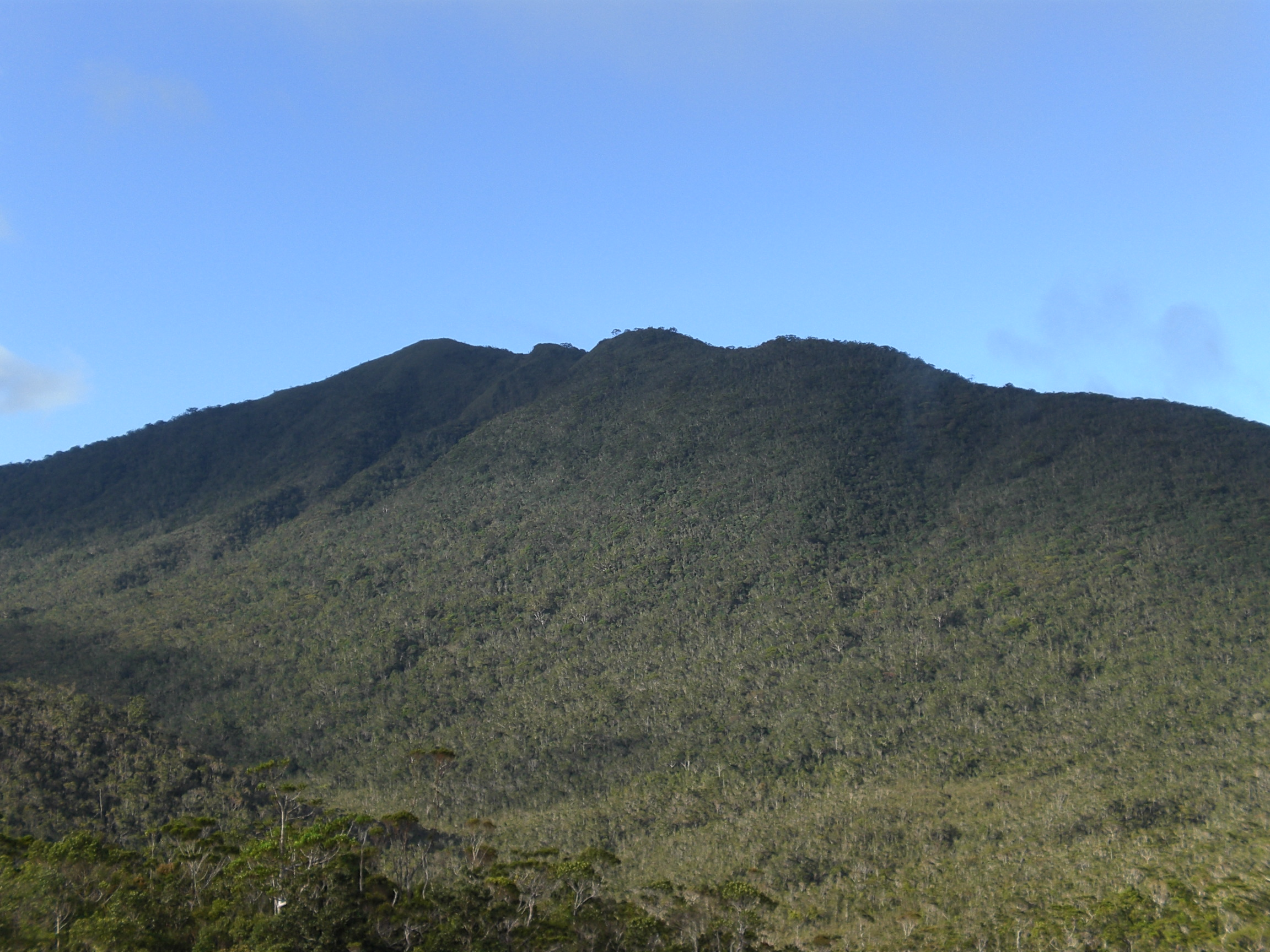
Der Mount Hamiguitan

Davao Oriental ist eine Provinz der Philippinen, die politisch dem Bezirk XI, Davao-Region, angehört. Die Hauptstadt der Provinz ist Mati City, die Provinz gehört zur ersten Einkommensklasse der Provinzen auf den Philippinen.

## Geographie
Die Provinz ist die östlichste Provinz der Philippinen und liegt im Südosten der Insel Mindanao. Sie ist begrenzt von der Provinz Davao de Oro im Westen sowie Agusan del Sur und Surigao del Sur im Norden. Im Südwesten liegt der Golf von Davao, im Osten und Süden die Philippinensee, die ein Teil des Pazifischen Ozeans darstellt.
Der südliche Teil der Provinz bildet eine Halbinsel, die den Golf von Davao von der Philippinensee abgrenzt. Der Ort Pusan Point ist im Übrigen der östlichste Punkt des gesamten Inselstaates.
Eine Bergregion, die sich im zentralen Provinzgebiet von Norden nach Süden zieht, schützt die Provinz vor den Taifunen des Pazifiks.

## Demografie und Sprache
Nach der Volkszählung aus dem Jahr 2007 hat Davao Oriental eine Einwohnerzahl von 486.104 Menschen, was die Provinz an die 23. Stelle der bevölkerungsärmsten Provinzen der Philippinen setzt.
Im Durchschnitt kommen 94,1 Menschen auf einen km². Dies bedeutet in dieser Kategorie den 12. Platz unter den Provinzen, mit der geringsten Bevölkerungsdichte.
In der vorspanischen Ära wurde das Gebiet der heutigen Provinz von verschiedenen Volksgruppen besiedelt. Zu diesen gehörten die Mandaya, die Mansaka, die Mamanua, die Manubo, die Mangguangan, die Tagacaulo etc.
Die Einheimischen der Provinz sind eine Mischung aus Ureinwohnern und eingewanderten Gruppen aus dem ganzen Land. Die dominierende Volksgruppe in der Provinz ist die der Mandaya. Ihre Gemeinschaft lebt hauptsächlich in der Gemeinde Caraga im zentralen Osten der Provinz. Die eingewanderten Gruppen kamen zumeist von den Visayas und aus Luzon in das Gebiet des heutigen Davao Oriental.
Der einheimische Dialekt heißt Dabaweño und ist insbesondere in dieser Provinz, aber auch in den Nachbarprovinzen sowie in Davao City verbreitet. Nennenswert ist daneben insbesondere die Sprache Cebuano, die von der Mehrzahl der Einwohner der Provinz gesprochen wird.
Auch Tagalog und Englisch werden in der Schule gelehrt und können daher in der Provinz großteils verstanden werden.

## Wirtschaft
Die Einwohner von Davao Oriental leben von der Landwirtschaft, der Fischerei und dem Holzfällergewerbe.
Bei der Agrarwirtschaft werden hauptsächlich Kokosnuss, Reis, Weizen, Abacá, Mango und Orangen angebaut. Entlang der Küstenlinie ist der Fischfang eine Haupterwerbsquelle. Die reichen Fischgründe des Golfes von Davao und der Philippinensee bieten den Menschen eine gute Lebensgrundlage. Die Küstengebiete werden ebenso zum Anbau von Seegras verwendet.
Zudem existiert ein kleiner Industriezweig für die Herstellung von Parkettfliesen, Keramiken, sowie das Töpferhandwerk und die Möbelfertigung aus Rattan. Der Tourismus ist ein weiterer Wirtschaftszweig der Provinz, der in der Zukunft ausgebaut werden soll.
Die Provinz besitzt daneben einige nennenswerte Reserven an Nickel, Chromit, Mangan, Kupfer, Silber sowie an nichtmetallischen Bodenschätzen, wie Marmor, Bitterspat und Silikat.

## Verwaltungsgliederung
Davao del Sur ist politisch unterteilt in zehn eigenständig verwaltete Gemeinden und eine Stadt. Die Gemeinden wiederum sind in insgesamt 183 Baranggays (Ortsteile) untergliedert.
Die Provinz ist zudem in zwei Kongress-Distrikte aufgeteilt.

### Stadt
- Mati City

### Gemeinden
| - Baganga - Banaybanay - Boston - Caraga - Cateel - Governor Generoso | - Lupon - Manay - San Isidro - Tarragona |

## Klima
Das Klima in der Provinz ist charakterisiert durch eine kurze Trocken- und eine längere Regenperiode. Die größten Regenmengen sind in den Monaten November bis Januar und hierbei speziell in den Küstenregionen zu erwarten.
Die höchste Durchschnittstemperatur lag in der Vergangenheit bei 31,4 °C, die niedrigste bei 21,9 °C. Tropische Stürme suchen die Provinz selten heim, da das Gebiet zum einen außerhalb des Taifungürtels liegt, der den Norden der Philippinen streift und zum anderen die hohen Bergzüge in Zentralmindanao für die Provinz wie eine Schutzwand wirken.

## Geschichte
Frühe spanische Erkundungen der Gegend um Davao können bis in das Jahr 1528 zurückdatiert werden, als der spanische Seefahrer Álvaro de Saavedra die Sarangani Inseln am südwestlichen Eingang des Golfes von Davao besuchte. Er segelte entlang der Küste von Davao Oriental und gründete hier die ersten Siedlungen von Caraga.
Die frühen Missionare besiedelten kurze Zeit danach die Orte Caraga, Baganga, Cateel und die anliegenden Gebiete. Von dort aus zogen sie aus, tauften, überbrachten die Sakramente, bauten Kirchen und Klöster. Manche der damaligen Strukturen können noch heute in der Provinz entdeckt werden und einige dienen noch den heutigen christlichen Gemeinschaften.
1846 befahl Governor Narciso Claveria dem Offizier Don. Jose Uyanguren die Führung einer Expedition in den Süden der Provinz Caraga. Das Gebiet wurde zu dieser Zeit von dem Moro Häuptling Datu Bago regiert, welcher das Eindringen der Spanier als Provokation verstand. Es kam zum Kampf, der von den Spaniern gewonnen wurde. Der Sieg über den herrschenden Datu markierte das Ende des Imperiums der Stammesfürsten dieser Gegend.
Am 27. Februar 1849 war die 1846 begonnene Eroberung von Davao abgeschlossen und Gov. Gen. Claveria verfügte die Aufteilung der Caraga Provinz. Der nördliche Teil wurde zur Provinz Surigao, den südlichen Abschnitt benannte er Nueva Guipozcoa (zu Ehren seiner Geburtsstadt in Spanien) und bestimmte den Ort Caraga zu deren Hauptstadt. Nueva Guipozcoa wurde später zu Davao umbenannt.
1945, nach der Besetzung durch japanische Streitkräfte und dem Ende des Zweiten Weltkrieges, kam es zu einer starken Einwanderungswelle aus den Visayas, aus Luzon und anderen Teilen Mindanaos in den Osten Davaos.
1956 brachte der Kongressabgeordnete Ismael Veloso einen Gesetzentwurf ein, der die Einrichtung einer neuen Provinz Davao aus den von der Provinz Surigao abzuspaltenden Gemeinden Lianga, Hinatuan, Bislig und Lingig vorsah. Der Entwurf scheiterte jedoch im Senat. Ein weiterer Entwurf wiederum sah die Teilung von Davao in drei eigenständige Provinzen vor.
Am 8. Mai 1967 entstand somit durch Inkrafttreten des Republic Act Nr. 4867 neben den Provinzen Davao del Sur und Davao del Norte, die neue Provinz Davao Oriental mit ihrer Hauptstadt Mati City.

## Sehenswürdigkeiten
- Die Kirche von Caraga aus dem 17. Jahrhundert
- Das Masao Beach Resort,
- Der Strand von Dahican,
- Die heißen Quellen von Buso und Calapagan
- Die unter Naturschutz stehende Pujada Bucht und die Insel Pujada,
- Die Aliwagwag-Fälle
- Tinagong Dagat (versteckter See)
- Der Dao Beach Club,
- Die Insel Waniban,
- Das Gregorio Masao Beach Resort,
- Das Philippine Eagle Sanctuary (Schutzgebiet des philippinischen Adlers).
- Das Naturschutzgebiet Mount Hamiguitan Range Wildlife Sanctuary im Landesinneren
- Das Naturschutzgebiet Mati Protected Landscape
- Das Naturschutzgebiet Baganga Bay Protected Landscape and Seascape